# Kurt Morgenstern (Regierungsrat)
Kurt Eduard Morgenstern (* 5. August 1861 in Oederan; † 16. November 1945 in Dresden) war ein sächsischer Amts- und Kreishauptmann.

## Leben

### Herkunft und Familie
Er war das einzige Kind des promovierten Juristen beim Bezirksgericht Leipzig, Gustav Albert Morgenstern (1832–1887) (ab 1867 Assessor, 1878 erst mit dem Charakter eines Gerichtsrats ausgezeichnet, im selben Jahr zum etatmäßigen Gerichtsrat ernannt) und der Constanze Helene, geb. Lechla aus Oederan (1839–1863), Tochter des Eduard Lechla und der Constanze, geb. Trinius. Der Großvater mütterlicherseits, Eduard Lechla, war Wollwarenfabrikbesitzer in Oederan und Abgeordneter im Sächsischen Landtag. Morgenstern vermählte sich 1890 mit Antonie Margarethe Juliane Maria Preller, einer Tochter des Professors an der Akademie der bildenden Künste, Friedrich Preller (1838–1901) und der Antonie Cornelie, geb. Rathgen (1844–1923). Sie hatten drei Kinder, die Sozialarbeiterin Antonie Morgenstern (1892–1938) war eine Tochter.

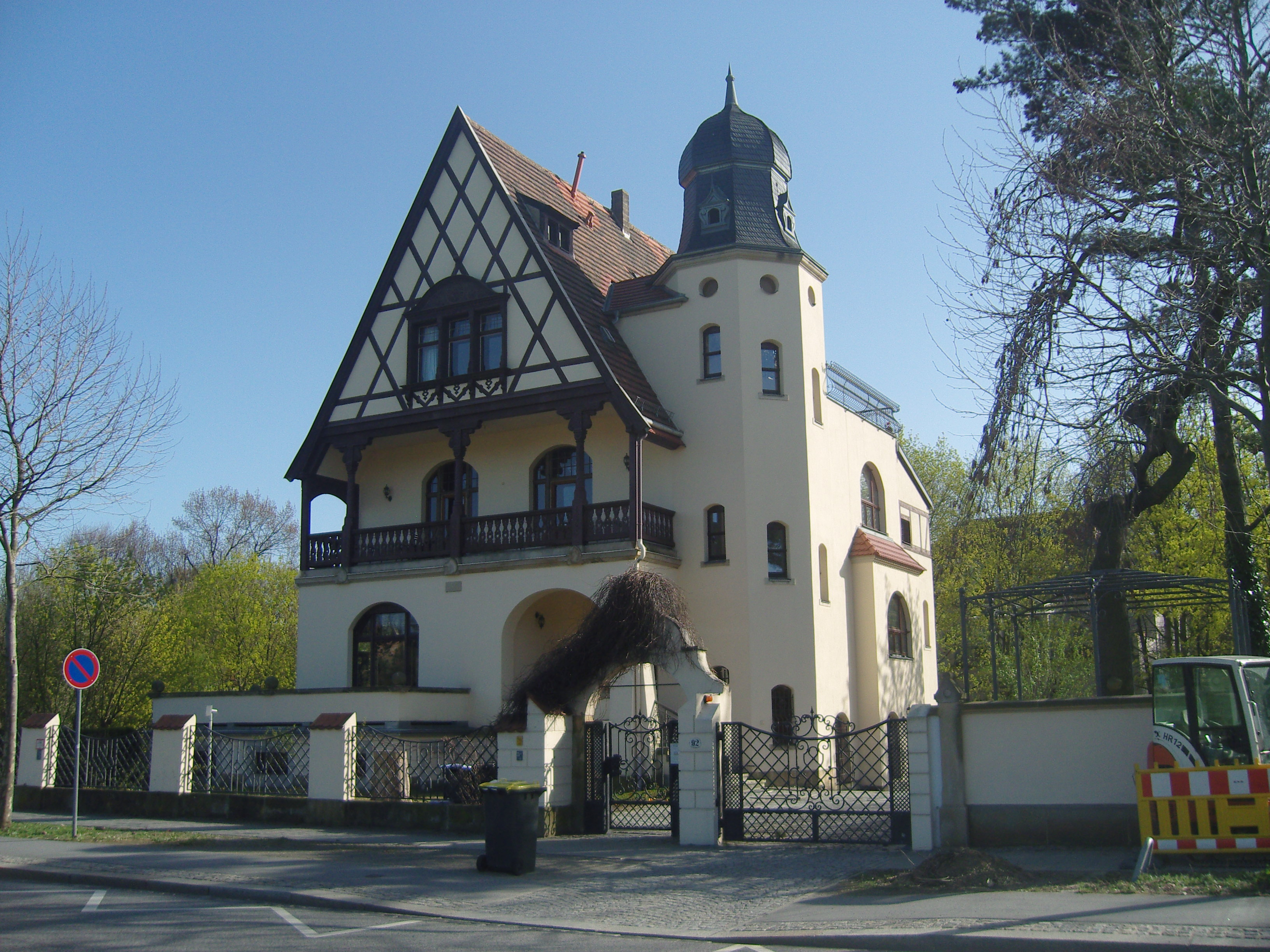
Villa Käthe-Kollwitz-Ufer 92 in Dresden (2011)

### Werdegang
Morgenstern studierte seit 1882 Rechtswissenschaft an der Ruprecht-Karls-Universität Heidelberg und gehörte seitdem der Burschenschaft Frankonia Heidelberg an. Später studierte er an der Universität Leipzig weiter und beendete das Studium als promovierter Jurist. Er arbeitete zunächst im sächsischen Innenministerium, wobei er den Titel Regierungsrat führte, war von 1901 bis 1904 Leiter der Amtshauptmannschaft Flöha, von 1910 bis 1915 der Amtshauptmannschaft Chemnitz und von 1919 bis 1924 Kreishauptmann von Zwickau. Spätestens ab 1914 führte er den Titel Geheimer Regierungsrat. 1924 wurde er in den einstweiligen Ruhestand und 1926 in den Ruhestand versetzt. Im Ruhestand gehörte er von 1927 bis 1933 dem Landeskirchenausschuss der Evangelischen Landeskirche an. Morgenstern wohnte bis 1944 in der Villa Käthe-Kollwitz-Ufer 92 im Dresdner Stadtteil Blasewitz.
Morgenstern war Träger des Ritterkreuzes I. Klasse des Albrechts-Orden und der Landwehrdienstauszeichnung I. Klasse.